# Mottl Román
Mottl Román (Nagyvárad, 1921. július 13. – Nagyvárad, 1991. február 28.) romániai magyar grafikus, Mottl Román Pál fia.

## Élete és munkássága
Tanulmányait a budapesti Iparművészeti Iskolában végezte (1945), szülővárosába hazatérve a Népi Művészeti Iskola tanára lett (1949-1980). Országos vezetőségi tagja volt a Romániai Képzőművész Szövetségnek.
Tájképeket, városi tájakat, enteriőröket, csendéleteket, ritkábban portrékat festett; akvarell-termésével a műfaj élvonalbeli művelőjévé vált, tükrözve a népművészethez s a polgári kultúrához egyaránt kapcsolódó szellemiségét (Kalotaszegi emlék; Avasi kalap; Máramarosi emlék, Fából faragott királyfi, Várad, Ady emlékezete).
1949-től jelentkezett csoportkiállításokon és egyéni tárlatokon. Műveivel külföldi csoportkiállításokon szerepelt Szófiában, Berlinben és Debrecenben.
Képzőművészeti írásokkal az Utunk, Előre, Fáklya hasábjain jelentkezett.